# Вишневские
Вишневские (пол. Wiśniewski) — дворянские и графские роды.
Существует целый ряд дворянских родов Вишневских, шляхетского происхождения, записанных в VI и I части родословных книг Виленской, Волынской, Гродненской, Ковенской, Минской, Могилёвской и Подольской губерний.
Согласно родословной таблице, имевшейся в семье Вишневских родоначальник: «Генерал-майор Вишневский иностранной Трансильвании, сербской породы, в молодых летах прибыл в Россию. В службу вступил в царствование государей Иоанна и Петра Алексеевичей». Надгробная надпись на его могиле гласит: «Федор Степанович Вишневский (1681—1749) с природы был от стран Трансильвании и сербский знатный». Историк Лашкевич сообщает, что он был серб и уроженец Белграда, вышедшей из Рагузской республики.
Тадеуш Станислав Вишневский получил графский титул от императора Франца Иосифа I (1876) в Королевстве Галиции и Лодомерии.
Малороссийский дворянский род Вишневских происходит от Андрея Вишневского, войскового товарища (XVII в.). Представители этого рода пользовались гербом Рамульт: щит — в красном поле пять белых роз: 2, 1 и 2. Нашлемник — павлиный хвост.
Записанные по великорусским губерниям, Вишневские — более позднего происхождения. Потомки черниговцев Кондратия и Василия Кондратьевича Вишневских, живших в XVII веке, внесены в III часть родословной книги Курской губернии.
В Рязанской губернии имелось два рода Вишневских, внесённых в III часть родословной книги (в 1791 — потомки генерал-майора Гаврилы Вишневского и 1903 — потомки генерал-лейтенанта Николая Францевича Вишневского).

## История рода
Василий Вишневский воевода в Каменном (1574). Черниговец Кондратий Вишневский сидел в осаде в Путивле и послан из Путивля к царю с сеунчем, за что получил государево жалование (1633). Семён Иванович служил в Путивле, был в литовском плену, впоследствии служил по Рыльску, имел поместья в Кромском и Рыльском уездах (1635). Василий Вишневский путивльский сын боярский (1653). Станичный голова Василий Вишневецкий сообщил об измене Переяславских казаков (1663). Иван и Фёдор Васильевичи путивльские помещики (1683—1684). Черниговцу Василию Кондратьевичу сдан г. Путивль (1685), его сын Иван голова у путивльских стрельцов (1700—1702).
Андрей Фёдорович владел населённым имением (1699).

## Описание гербов

#### Герб. Часть XIX. № 83.
Щит пересечён и полурассечен. В первой чёрной части, на золотой земле, золотое вишнёвое дерево с червлёными плодами, сопровождаемое в правом углу золотою о шести лучах звездою, а в левом — золотым полумесяцем рогами вверх. Во второй серебряной части, диагонально положен лазуревый крест. В третьей червлёной части, натуральная бычья голова.
Щит увенчан Дворянским коронованным шлемом. Нашлемник: пять лазуревых страусовых перьев. Намёт: справа чёрный с золотом, слева — лазуревый с серебром.

#### Гербовник А. Т. Князева
В Гербовнике Анисима Титовича Князева 1785 года имеется описание печати, первого покровителя графа А. Г. Разумовского, генерал-майора (1743) Вишневских Федора Гавриловича: в щите разделённом горизонтально пополам, в верхнем белом поле изображено зелёное дерево, справа от которого изображён полумесяц рогами вверх и слева серебряная шестиконечная звезда. В нижней серебряной части щита изображён золотой крест (Х — наподобие Андреевского), внизу которого изображена серая морда быка. Щит увенчан обыкновенным дворянским шлемом повернутого в левую сторону, с пятью павлиньими перьями (без дворянской короны).